# Marie Haisová
Marie Haisová, rozená Voráčková (* 12. dubna 1951 Klatovy), je ekologická a feministická aktivistka, lektorka a publicistka, Ashoka Fellow.

## Život
ZDŠ vychodila v Heřmanově Huti v okrese Plzeň sever, tam také začala chodit do houslí. Dvouletou Ekonomickou školu vystudovala v Klatovech, kde si následně udělala maturitu na SEŠ. Od svých 17 let pracovala v administrativních pozicích různých institucí (ČSAD + Kozak Klatovy, Pozemní stavby Praha), od roku 1979 spolupracovala s Chartou 77, pro kterou přepisovala dokumenty a samizdaty. Po Sametové revoluci působila dva roky v osobním sekretariátu prezidenta Václava Havla, kde se začala angažovat v ekologickém hnutí.[zdroj?]
Má dva syny a dva vnuky.

### Vzdělání
V roce 1998 ukončila studium managementu na Sheffield Hallam University a Masarykově ústavu vyšších studií ČVUT disertací na téma „Sustainable Way of Life and the Feminine Approach“. V USA byla na stáži zaměřené na studium managementu neziskových organizací, na Schumacher College absolvovala kurs Buddhist Economy. Celoživotně se vzdělává, osobně vytvořila vzdělávací program „Čas je život“ a „Myšlenka, slovo, čin“.
V důchodu absolvovala U3V na FTVS, FA ČVUT a VŠCHT. V současnosti[kdy?] se zdokonaluje ve hře na housle na Akademii umění a kultury pro seniory.

### Aktivismus
Od roku 1990 se Marie Haisová věnuje tvorbě a řízení projektů věnovaných ekologii, rovným příležitostem a vzdělávání pod hlavičkou těchto organizací:

#### Earthlinks Foundation
Byla spoluzakladatelkou a dobrovolnou spolupracovnicí Earthlinks Foundation (1990–1992), kde iniciovali zájem středoškolských studentů a studentek o životní prostředí prostřednictvím happeningů a divadel, cílených především na oslavy Dne Země.[zdroj?]

#### Zelený kruh
V letech 1993–1996 byla ředitelkou asociace ekologických organizací Zelený kruh, kde vytvořila a realizovala celou řadu programů a projektů, vedla úspěšnou kampaň za vyjmutí sídla ekologických iniciativ a Domu dětí a mládeže v Lublaňské 18 v Praze 2 z privatizace, na domě vybudovala zelenou střechu, začala propagovat a organizovat výsadbu stromů v Praze. Zakládala Ženský klub Zeleného kruhu, kde se inicioval zájem žen na strategickém rozhodování. V roce 1995 spoluorganizovala první ženskou mezinárodní konferenci v Praze „Ženy v politickém a veřejném životě – Růže mezi trním“. Zaštítila vydání publikace LIBKOVICE ZDAŘ BŮH – Analýza důsledku těžby uhlí v severních Čechách.

#### Politika
Kromě aktivit v rámci neziskového sektoru na podporu účasti žen v politice se rovněž aktivně pokusila zapojit do vysoké politiky. Ve volbách v roce 1996 kandidovala jako nezávislá na kandidátce Strany Zelených do Senátu ve volebním obvodě č. 11 – Domažlice. S 2,5 % skončila na 6. místě.

#### Agentura GAIA
V roce 1997 založila občanské sdružení Agentura GAIA, jehož posláním je zlepšení mezilidské komunikace prostřednictvím programů Zeleň je život, Ženy a životní prostředí, Alternativy ke konzumnímu způsobu života. Pod hlavičkou Agentury GAIA byla v roce 1998 uspořádána mezinárodní konference „Peníze nebo život aneb kudy ven z pasti konzumerismu“. V roce 2000 spolu s Diverse Women for Diversity uspořádali paralelní mezinárodní setkání k jednání Světové banky v Praze „Život není na prodej – ženy, děti, příroda jako alternativa k politice Světové banky, Mezinárodního měnového fondu a Světové obchodní organizace“.

##### Projekty
- 2010–2012: YOU CAN DO IT! – motivace žen k tvořivosti a vlastnímu byznysu, Partnerství Grundtvig[14]
- 2005–2006: Projektem Quo vadis, femina? podpořeném Evropským sociálním fondem organizovala a facilitovala vytvoření návrhu vize žen o trvale udržitelném životě[15]
- 2004: Ve vnitrobloku Radhošťská v Praze 3 zorganizovala plán rekonstrukce na základě komunitního rozhodování obyvatel žijících v sousedství „Znáte svůj prostor?“[16]
- 2003: ARCHA 21 – podpora ekologických mateřských školek[17]
- 2001: MY v 21. století – úprava zahrady v MŠ Karafiát v Klatovech[18]
- 2001: ČAS je ŽIVOT – rovnost mužského a ženského principu[19]
- 1998–2004: LETS – Systém výměnných služeb[20]
- 1998: EKOLOGICKÁ CESTA do SPOLEČNÉ EVROPY - Vzdělávací programy v ZŠ Hostavice, ZŠ Legerova[21]
- 1995–1999: ZELENÁ OBEC – Výsadba stromů v ulicích Lublaňská, Legerova, Wenzigova, Hostavice[22]

#### Osvěta
Své vědomosti a zkušenosti předává Marie Haisová formou přednášek a besed na téma management, rovné šance, trvale udržitelný život a alternativy ke konzumnímu způsobu života. Působí jako koučka a mentorka holistického přístupu k životu, je stoupenkyní filosofie ekofeminismu.

##### Přednášky
- QUO VADIS, FEMINA? Ústřední knihovna, Praha, 2015
- 17. LISTOPAD 1989, Gymnázium Voděradská, Praha, 2014
- WOMEN and DEVELOPMENT – Anna Lindh Forum Marseille, 2013
- TIME MANAGEMENT + KRITIKA – Fakulta zdravotnických studií, Pardubice, 2012
- GENDER AUDIT – „Aktivní ženy Bruntálska“, Heda Bruntál, 2012
- ROVNÉ PŘÍLEŽITOSTI v PRAXI – „Komunitní knihovna ve Vsetíně jako centrum dalšího vzdělávání“, MVK Vsetín, 2012
- VIZE ŽEN, ŽENSKÝ a MUŽSKÝ PRINCIP – „Aktivní ženy Bruntálska“, Heda Bruntál, 2012
- ROVNÝ PŘÍSTUP, GENDEROVĚ VYVÁŽENÝ JAZYK – „Andy“, SŠ Řezbářská Olomouc, 2011
- KDO, CO? VYTVÁŘÍ HODNOTOVÝ SYSTÉM, PF UP, Olomouc, 2011
- GENDER a SEX, U3V, Olomouc, 2011
- ROVNÉ ŠANCE, ODMĚŇOVÁNÍ – „Multiefekty“, VŠFS Most, Kladno, Řež, 2010, 2011
- TAPPING FEMININE INTO SUSTAINABILITY – Ashoka Paříž, 2011
- ROVNÉ ŠANCE – Masarykova veřejná knihovna Vsetín, 2010, 2011
- NÁVŠTĚVA u AVATARA, – InBáze Praha, 2011
- GENDER ISSUES in ADULT EDUCATION – NAEP Poděbrady, 2009
- ŽENY + MUŽI = VĚČNÉ TÉMA – NIVM Praha, 2009
- STRUKTURÁLNÍ FONDY – PragoEduca Praha, 2008
- KAM KRÁČÍŠ ŽENO? Knihovna Jiřího Mahena, Brno-Bohunice, 2007
- QUO, VADIS, FEMINA? – Ekologické centrum hl. m. Prahy; Eurocentrum Praha; Ekologické sdružení Arnika
- Folkenhojskole Bogense Dánsko; Gender Studies, o.p.s.; Komunitní centrum Praha 2; Katedra kulturologie FF UK
- Katedra genderových studií FHS UK Praha; 2006 - 2007
- Ekologie, NGO – ČVUT, Katedra ekonomiky, manažerství a humanitních věd Praha, 1999 - 2010
- ŽENY + MUŽI = VĚČNÉ TÉMA – Městská knihovna Praha, 2005
- TOULCůV DVůR – Koučing a mentoring, 1996, 2008
- CONSUMER CULTURE COMES to CENTRAL EUROPE – The Balaton Group: Balaton, Maďarsko 1995

### Ocenění
- 2023: Nominace na Křesadlo 2023[26]
- 2018: MOSTY MEZI NÁMI – výstava fotografií, Praha
- 2017: HOLISTICKÝ PŘÍBĚH – Sedmá generace, Brno
- 2016: MIZEJÍCÍ v ČASE a PROSTORU – putovní výstava
- 2016: GENIUS LOCI: Polabská vrba, Knihovna E. Petišky, Brandýs n. Labem
- 2013: JAK TO VIDÍM – Příroda v Praze 10, MČ Praha 10
- 2013: PAMĚŤ NÁRODA – Příběhy 20. století, Pět „P“ tety Marie, Post Bellum
- 2014: PAMĚŤ NÁRODA – Příběhy 20. století, Aktivní občanství Marie Haisové, Post Bellum
- 1998: Stipendium Asociace Ashoka za ekofeministické aktivity, USA
- 1996: Ocenění Nadace ABF a Mladého světa za projekt Zelená obec

## Publicistika
Marie Haisová je autorkou více než 300 článků zaměřených na životní prostředí, ženská práva, rozvoj občanské společnosti v České republice.
- Marie Haisová: Myšlenka, slovo, čin, dopis vnoučeti, Národní kronika,[27] 2020

### Sborníky
- 2007 Quo vadis, femina? – vize žen o trvale udržitelném životě, Gimli, Praha, ISBN 9788090396609
- 2007 Quo vadis, femina? – The Vision of Women on Sustainable Life, Gimli, Praha, ISBN 9788090396616
- 2000 Život není na prodej – ženy, děti, příroda jako alternativa k politice Světové banky a MMF, Agentura GAIA, Praha
- 1998 Peníze nebo život – kudy ven z pasti konzumerismu s Evou Hauserovou, Agentura GAIA, Praha
- 1995 Růže mezi trním – ženy v politice a veřejném životě, Zelený kruh, Praha

### Příspěvky
- 2014 Příklady dobré praxe evropské spolupráce v oblasti vzdělávání dospělých, DZS 2014, ISBN 9788087335925
- 2013 Odkaz Emilie Strejčkové, Geologická služba, ISB 9788070758038
- 2013 Nikdy není pozdě začít - "Celoživotní vzdělávání", MVK Vsetín, ISBN 978-80-904967-4-3
- 2012 Multiplikační efekty, VŠFS Praha, ISBN 9788074080616
- 2010 Udržitelný rozvoj – stav a perspektivy, Univerzita Palackého, Olomouc, ISBN 9788024426839
- 2007 1. Sympozium České prezidentky, Česká prezidentka, Praha, ISBN 9788070757727
- 1999 Otázky, Nadační fond maličkých, Olomouc, ISBN 802384461X
- 1999 Nové čtení světa – feminismus 90. let v Čechách, Marie Chřibková, ISBN 809024436X